# غوردون نيل ستيوارت
غوردون نيل ستيوارت (بالإنجليزية: Gordon Neil Stewart) هو صحفي أسترالي، ولد في 25 يونيو 1912 في ملبورن في أستراليا، وتوفي في 15 فبراير 1999 في باثرست في أستراليا.